# Novocrania indonesiensis
Novocrania indonesiensis är en armfotingsart som först beskrevs av Zezina 1981.  Novocrania indonesiensis ingår i släktet Novocrania och familjen Craniidae. Inga underarter finns listade i Catalogue of Life.